# Cratere Occator

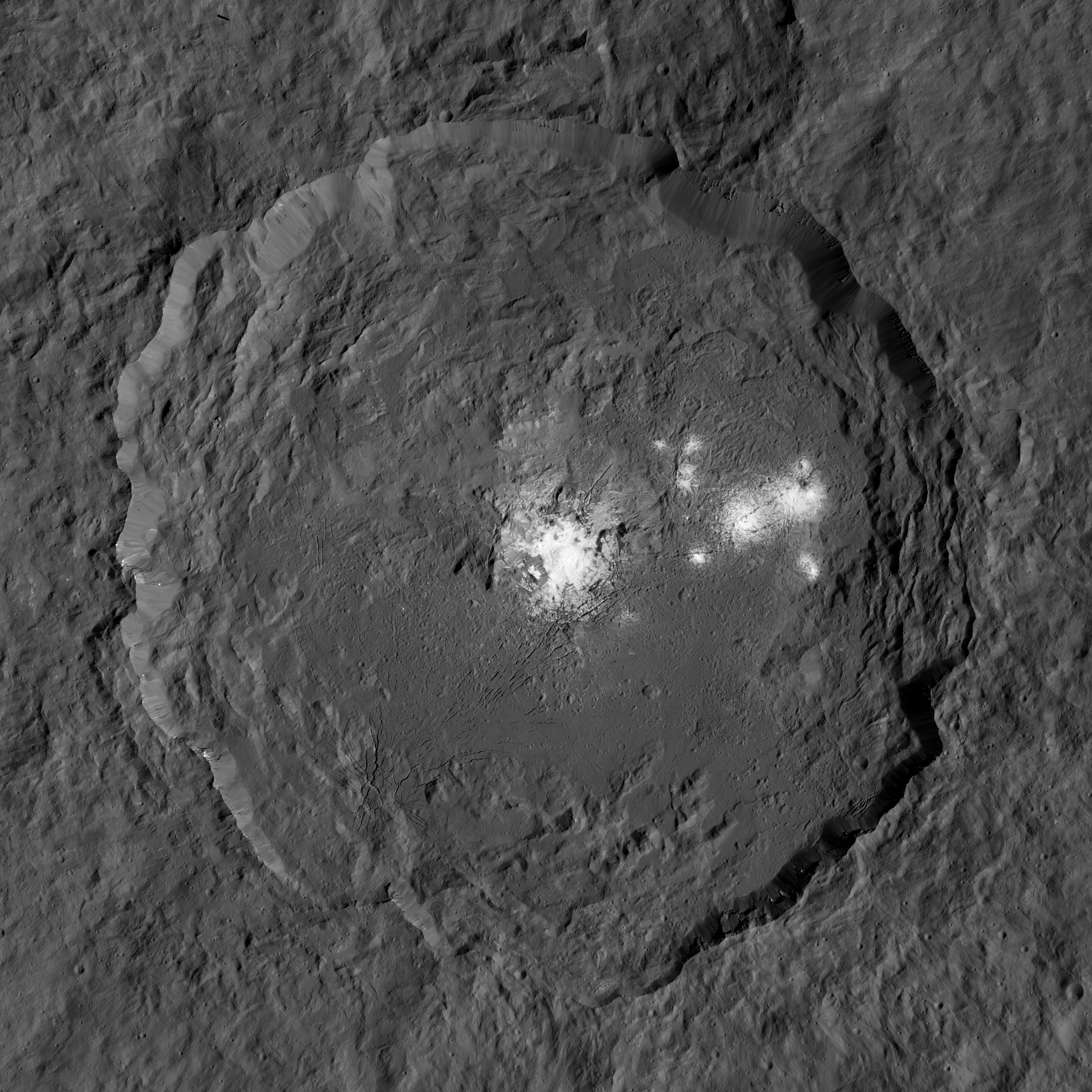
Fotografia di Occator (Dawn)

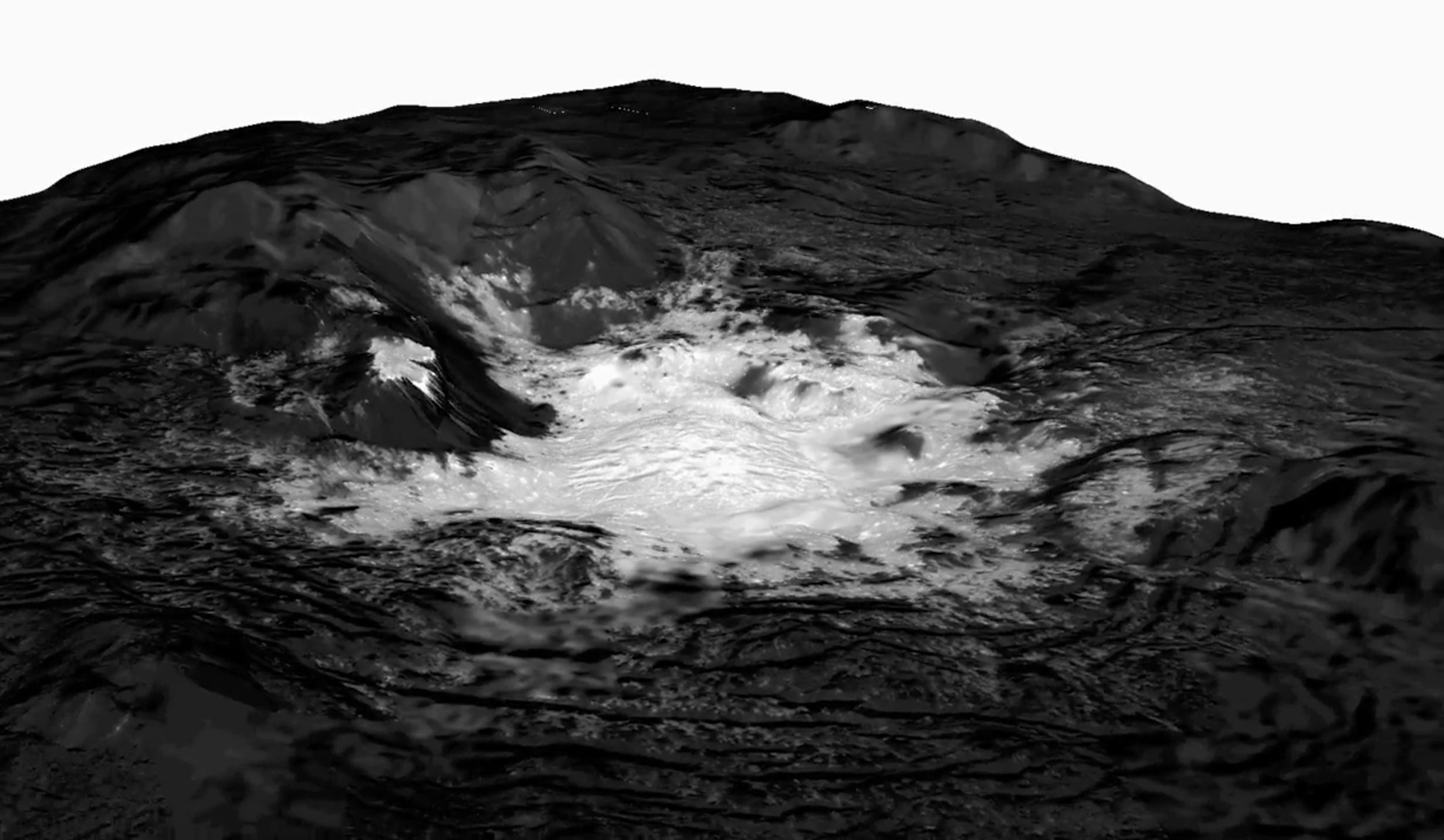
Cerealia Facula - Modello topografico a mosaico
(Agosto 2018)

Occator è un cratere di impatto situato sulla superficie di Cerere che contiene lo "Spot 5", la più brillante delle macchie luminose osservate dalla missione Dawn. In passato la zona era nota come "Region A" nelle immagini riprese da terra con il W. M. Keck Observatory su Mauna Kea.

## Il nome
Il nome del cratere è stato scelto in onore di Occator, nella mitologia romana uno degli aiutanti di Cerere che si occupava dell'aratura. La denominazione venne ufficialmente approvata dalla IAU il 3 luglio 2013. La struttura brillante al centro del cratere è chiamata Cerealia Facula mentre il gruppo di analoghe formazioni ad est dello stesso sono dette Vinalia Faculae.

## Caratteristiche
Il 9 dicembre 2015 gli scienziati che si occupano di Cerere riferirono che le macchie luminose di Cerere, compresa quella collocata all'interno di Occator, potrebbero essere collegate alla presenza in superficie di formazioni salinema, forse una salamoia di solfato di magnesio (MgSO4·6H2O); associati alle macchie sono stati trovati gessi ricchi di ammoniaca. Più di recente, il 29 giugno 2016, gli scienziati hanno riferito che l'area brillante è composta in buona parte di carbonato di sodio (Na2CO3), dal che si dedurrebbe che nella sua formazione sarebbe intervenuta un'attività idrotermale.